# Cylindrothecium dregeanum
Cylindrothecium dregeanum là một loài Rêu trong họ Entodontaceae. Loài này được (Hornsch.) Paris mô tả khoa học đầu tiên năm 1894.